# گردشگری در کانادا
گردشگری در کانادا (انگلیسی: Tourism in Canada) کانادا دارای صنعت گردشگری داخلی و خارجی بزرگی است. دومین کشور بزرگ جهان، تنوع جغرافیایی باورنکردنی کانادا یک جاذبه توریستی قابل توجه است. بیشتر گردشگری این کشور در مناطق زیر متمرکز است: تورنتو، مونترال، شهر کبک، ونکوور / ویسلر، بریتیش کلمبیا، آبشارهای نیاگارا، جزیره ونکوور،  کوه‌های راکی کانادا،  اوکناگن، چرچیل، مانیتوبا و منطقه پایتخت ملی (کانادا) آتاوا-گتینو.